# Conostegia subcrustulata
Conostegia subcrustulata es una especie de planta fanerógama  perteneciente  a la familia Melastomataceae. Es originaria de América. 

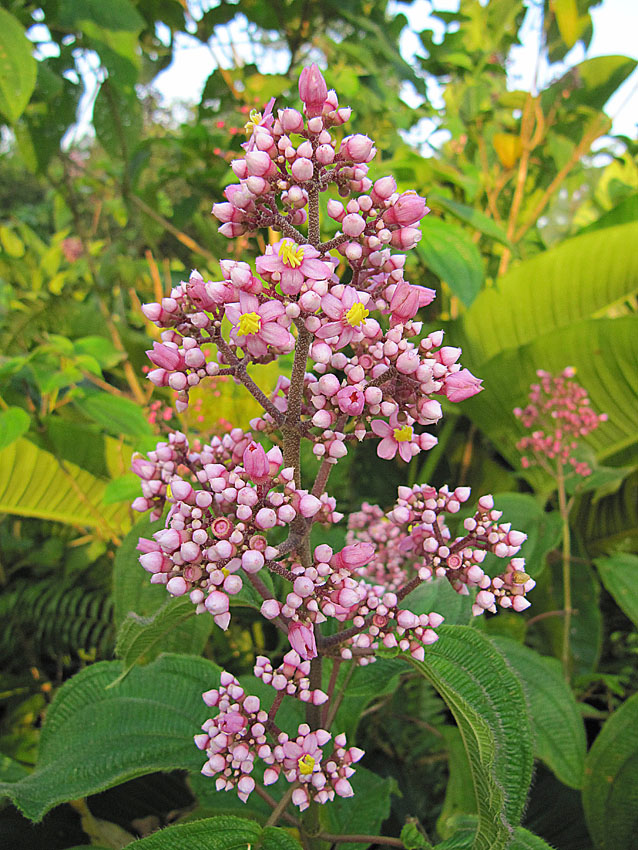
Inflorescencia

## Descripción
Son arbustos que alcanzan un tamaño de 1–3 m de alto; ramitas distales, pecíolos, nervios principales y de orden mayor del envés de la hoja, inflorescencias y yemas florales moderadamente estrellado-pubescentes. Hojas ovadas a ovado-oblongas, 9–25 cm de largo y (4–) 8–17.5 cm de ancho, ápice agudo a cortamente acuminado, base redondeada a subcordada, margen ciliado-serrado, moderada a copiosamente cubiertas de tricomas lisos patentes en la haz, (5–) 7–9-plinervias. Inflorescencias 9.5–20 cm de largo, pedicelos 2–3 mm de largo, bractéolas linear-lanceoladas a subuladas, 1–1.5 mm de largo y 0.25 mm de ancho, subpersistentes, yemas florales elipsoides a oblongo-ovoides, 4–6 mm de largo; caliptra 2.5–3 mm de largo, consistentemente aguda; pétalos 5, 4–5 mm de largo y 2–3.5 mm de ancho, rosados pero amarillo-verdosos cuando secos; estambres 10, filamentos 2–3 mm de largo, tecas 2.5 mm de largo; estigma claviforme a capitado, 0.5 mm de diámetro, ovario 5-locular, sin cono ni collar. Semillas obovoides a piramidales, 1–1.5 mm de largo.

## Distribución y hábitat
Localmente común, se encuentra en sitios alterados y matorrales en bosques húmedos y pluvioselvas, a una altitud de 50–800 metros; fl y fr jul–sep; en Nicaragua a Colombia y Ecuador.

## Taxonomía
Conostegia subcrustulata fue descrita por (Beurl.) Triana y publicado en Transactions of the Linnean Society of London 28(1): 98. 1871[1872].
Sinonimia
- Conostegia purpurea Griseb.
- Miconia subcrustulata Beurl.[2]